# Smithton (Illinois)
Pour les articles homonymes, voir Smithton.
Smithton est un village situé au centre du comté de Saint Clair dans l'Illinois, aux États-Unis,. Le village est incorporé le 6 juillet 1894.

## Démographie
Lors du recensement de 2010, le village comptait une population de 3 693 habitants. Elle est estimée, en 2016, à 3 763 habitants.

### Source de la traduction
- (en) Cet article est partiellement ou en totalité issu de l’article de Wikipédia en anglais intitulé « Smithton, Illinois » (voir la liste des auteurs).